# Central City (Nebraska)
Central City é uma cidade localizada no estado americano de Nebraska, no Condado de Merrick.

## Demografia
Segundo o censo americano de 2000, a sua população era de 2998 habitantes.
Em 2006, foi estimada uma população de 2856, um decréscimo de 142 (-4.7%).

## Geografia
De acordo com o United States Census Bureau, a localidade tem uma área de 5,2 km², sem área coberta por água.

## Localidades na vizinhança
O diagrama seguinte representa as localidades num raio de 20 km ao redor de Central City.